# Enluminure gothique
 (juillet 2012).
L’enluminure gothique voit le jour en France et en Angleterre, dans les années 1160—1170, alors que les formes romanes restent dominantes en Allemagne jusqu'en 1300 environ. Pendant toute l'époque gothique, la France reste en tête des développements stylistiques de l'enluminure. Lors du passage du gothique tardif à la Renaissance, dans la seconde moitié du XVe siècle, l'enluminure perd son rôle d'art majeur à la suite du développement de l’imprimerie.
Au début du XIIIe siècle, la production commerciale de livres apparaît à côté de la production monacale. Simultanément, les artistes se font connaître par leur nom. À partir du XIVe siècle, le maître devient typiquement le directeur d'un atelier qui confectionne aussi bien des tableaux que des enluminures. Au cours du XIIIe siècle, la grande noblesse supplante le clergé comme principal commanditaire, si bien que la littérature mondaine, la littérature courtoise ou la chanson de geste deviennent les objets privilégiés pour l'enluminure. Le type de livre le plus illustré à usage privé reste néanmoins le livre d'heures.

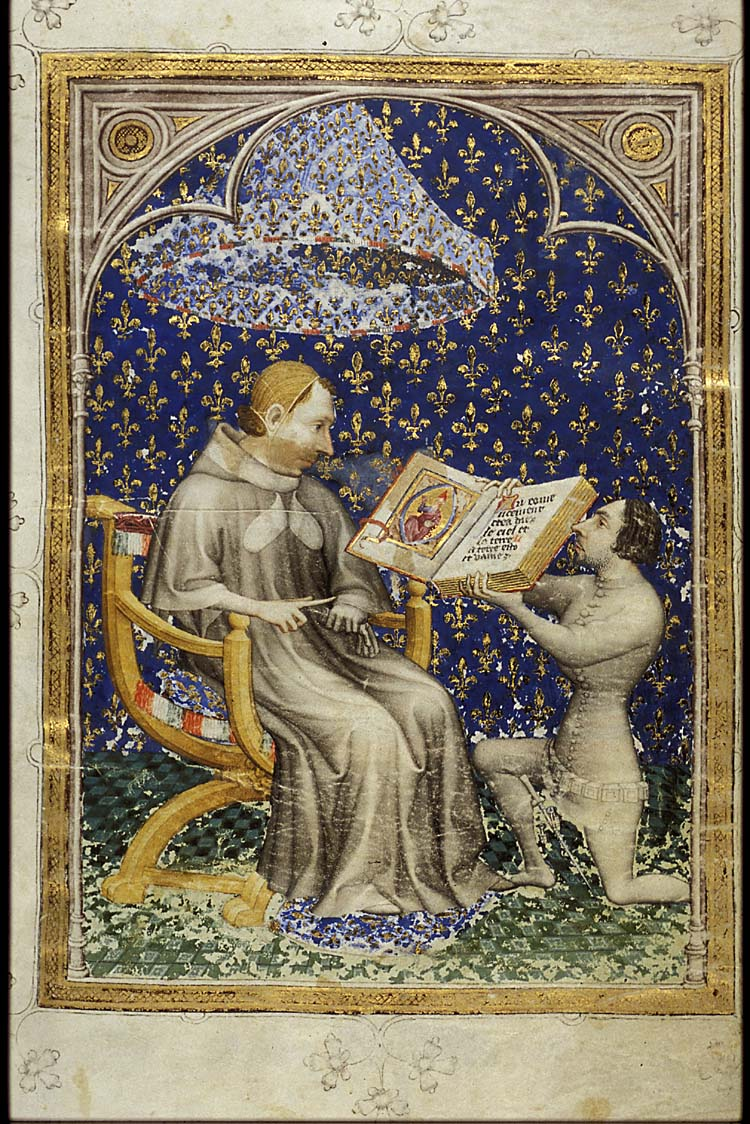
Jean de Bondol : Jean de Vaudetar offre son œuvre, la Bible historiale au roi Charles V le Sage (1371—1372),

En comparaison avec le style roman, l'enluminure gothique se distingue par un style de personnages souples et en action, ainsi que des plis de vêtements fluides. Cette tendance reste valable pour toute la période gothique et trouve son sommet dans le « gothique international ». D'autres caractéristiques sont l'utilisation d'éléments architecturaux contemporains pour compartimenter de façon décorative les parties d'une image. À partir de la seconde moitié du XIIe siècle, les décors fleuronnés — c'est-à-dire reproduisant des motifs végétaux, tiges, feuilles et fleurs, surtout bleus et rouges — ornent les initiales typiques des manuscrits de basse ou moyenne qualité. Des scènes n'ayant pas de lien direct avec le texte peuvent illustrer les initiales ou les pieds de page, et la liberté de leur thème contribue à l'individualisation de la miniature et à l’abandon des formules picturales stéréotypées. Au cours du XVe siècle, le réalisme naturaliste, avec perspective, effets de relief et de lumière, et anatomie réaliste des personnages prend place peu à peu, dans l'esprit de l’art des Pays-Bas méridionaux, annonçant la Renaissance.

## Fondements de l'enluminure gothique

### Cadre spatio-temporel

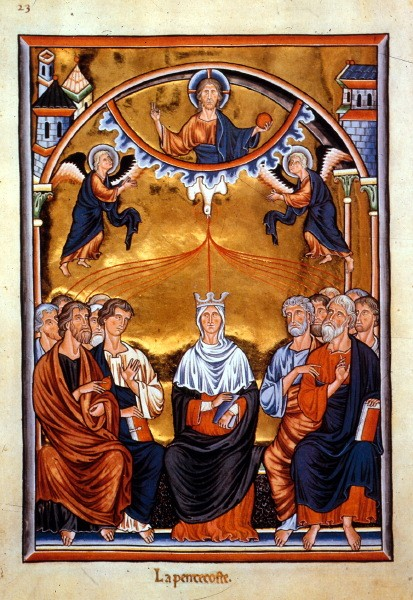
Le Psautier d'Ingeburge du gothique ancien (Tournai, vers 1195), folio 23

L'art gothique est un style marquant une époque de l’Occident, c'est-à-dire de l'Europe hors du domaine culturel byzantin, dont l’art exerça néanmoins une grosse influence sur celui de l'Europe occidentale. Le point de départ de l'art gothique est la France, qui reste jusque dans le gothique tardif la nation la plus avancée sur le plan artistique.
Les limites temporelles entre la période gothique et la période qui la précède (la période romane) et celle qui la suit (la Renaissance) sont floues et peuvent varier de quelques décennies selon la région. En France, l'art gothique envahit la miniature vers 1200, presque quarante ans après la construction des premières cathédrales gothiques. Le changement de style est daté en Angleterre de 1220, tandis qu'en Allemagne, les formes romanes se maintiennent en partie jusqu'en 1300. Partout, le changement de style dans l'enluminure est précédé par celui de l'architecture.
Vers 1450, la xylographie, et notamment la gravure sur bois, commence à concurrencer la miniature, très onéreuse. Le développement rapide de l’imprimerie, avec une première étape de coloriage à la main des illustrations dans la seconde moitié du XVe siècle, élimine largement l'enluminure, surtout grâce à la gravure sur cuivre, qui permet de développer une technique d'impression irréprochable sur le plan artistique. Dès la fin du XVe siècle, la gravure sur cuivre dépasse l'enluminure, tant du point de vue de la rationalité économique que de la qualité artistique. De grands artistes de la Renaissance comme le Maître E. S. (ou Maître de 1466), Martin Schongauer, Albrecht Dürer ou Hans Burgkmair l'ancien, consacrent la majeure partie de leur attention à la gravure et non à l’enluminure. Tandis que l'imprimerie devient un médium de masse, l'enluminure reste entièrement cantonnée à quelques codex de prestige, qui continuent d'être produits au XVIe siècle. Le changement de paradigme de l'enluminure coïncide à peu près avec le passage de l'ère gothique à la Renaissance.

### Matériaux et techniques
L'introduction du papier comme support de l’écriture révolutionne profondément la production de livres. Le papier avait déjà été inventé vers l'an 100 apr. J.-C. par un fonctionnaire de la cour impériale de Chine. Il s'impose au XIIe siècle en Arabie et arrive en Europe aux XIIe et XIIIe siècles. Au XVe siècle il supplante le parchemin presque entièrement et rend la fabrication des livres beaucoup plus économique.
Pendant toute la période gothique, la production de livres augmente rapidement. Mais, dans la mesure où le livre devient plus accessible, le niveau de perfection de l'exécution se dégrade. Le codex de prestige ostentatoire sur parchemin, orné de miniatures en couleurs opaques et occasionnellement de dorures devient progressivement l’exception, tandis que les textes illustrés par des dessins à la plume, coloriés à l'aquarelle, ou portant seulement des initiales historiées sans ambition, deviennent la règle.
À partir du XIIIe siècle les livres illustrés sont destinés de plus en plus à l’usage privé. Les manuscrits usuels de petit format prennent ainsi de plus en plus la place des codex de grand format utilisés par les communautés monacales ou la liturgie.

### Artistes et commanditaires

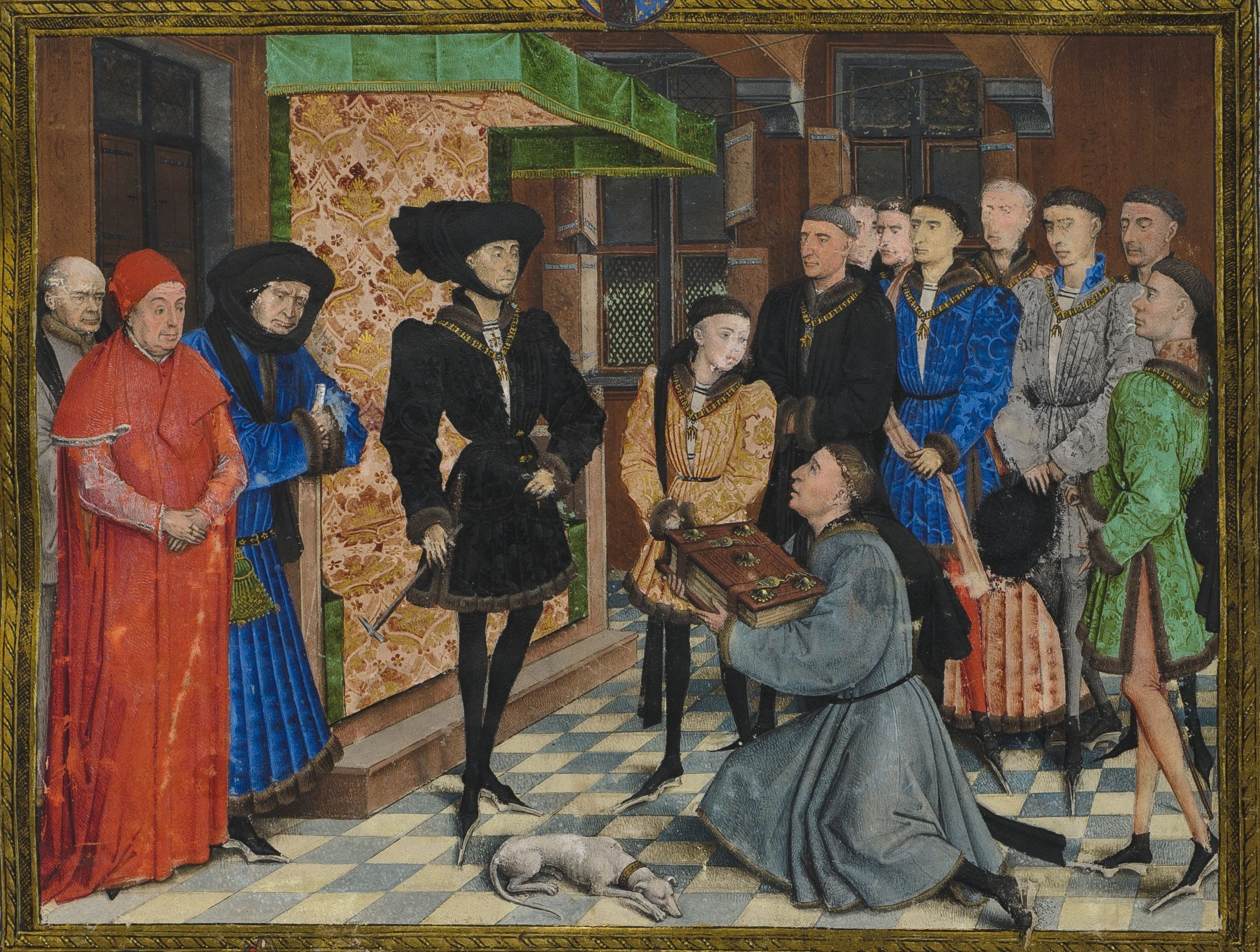
Rogier van der Weyden : Jean Wauquelin offre son œuvre à Philippe le Bon, frontispice des Chroniques de Hainaut (Pays-Bas méridionaux, vers 1446)

Au passage du XIIe au XIIIe siècle, la production commerciale de livres voit le jour à côté de la production monacale. Les abbayes et les universités, particulièrement celles de Paris et de Bologne, perdent progressivement leur monopole. Cependant, la production ne concerne que des manuels de littérature théologique et juridique, rarement enluminés. Pour l'enluminure, c'est la haute noblesse qui est bien plus décisive, par ses commandes de livres de littérature courtoise laïque. Les dames de la noblesse jouent un rôle important pour la croissance de la littérature et de l’enluminure. Au XIVe siècle et surtout au XVe siècle, ce cercle s'élargit à la petite noblesse, à la noblesse de robe, aux patriciens et finalement aux riches commerçants, qui commandent surtout des livres d'heures et autres ouvrages édifiants à usage privé. Les commanditaires nobles sont souvent représentés dans les miniatures de dédicace au début de l’ouvrage. Au moyen de ces tableaux, on peut ainsi suivre les tendances de l’art du portrait, qui devient de plus en plus réaliste.
Avec l'apparition des ateliers commerciaux pendant la période gothique, surgissent de plus en plus d'artistes de renom, qui laissent leur nom à la postérité. À partir du XIVe siècle, apparaît le maître typique, qui dirige un atelier consacré à la réalisation de tableaux et d'enluminures. Mais les scriptoriums monacaux restent néanmoins actifs.
C'est surtout dans les couvents réformés d'Allemagne méridionale, au XVe siècle, que l'on peut trouver des moniales comme Sibilla von Bondorf (de) (1450-1524), enlumineuse réputée. Les ouvrages de ces moniales sont typiquement de couleurs gaies, avec des expressions pleines de sentiment, mais peu ambitieux sur le plan artistique. On ne sait pas si ces moniales ont participé à la confection des ouvrages exceptionnels faits pour les couvents de femmes, ou dans quelle mesure des femmes ont pu participer aux ateliers professionnels. Pour les couvents de femmes, de splendides livres enluminés sont réalisés, tels le Graduel de Katharinental ou le Graduel de Wonnental. L'auteur, Christine de Pizan, raconte vers 1405 dans son ouvrage La Cité des dames l'histoire de l’enlumineuse Anastasia, qui a notamment enluminé des œuvres de Christine, et qui dépassait tous les artistes de Paris dans l’art d'orner les livres avec des ornements en feuilles de vigne ou en paysages en arrière-plan, et qui vendait ses ouvrages très cher.
Au XVe siècle, des ateliers libres s'imposent ; sans commanditaires, ils fabriquent et mettent en vente, en publiant leurs catalogues, des manuscrits peu onéreux, avec de simples dessins coloriés à la plume. L'atelier le plus connu est celui de Diebold Lauber, dont on trouve la trace entre 1427 et 1567 à Haguenau. Après le développement rapide de l’imprimerie et de l’illustration typographique, certains enlumineurs se concentrent sur les manuscrits ostentatoires de prestige. Des artistes renommés, au seuil de la Renaissance, se distinguent comme peintres de tableaux et d'enluminures, en dirigeant de puissants ateliers, tels Jan van Eyck, Jean Fouquet ou Andrea Mantegna. Tandis que les particularités régionales de style s'effacent, la manière individuelle des artistes s'impose.

### Types de livres

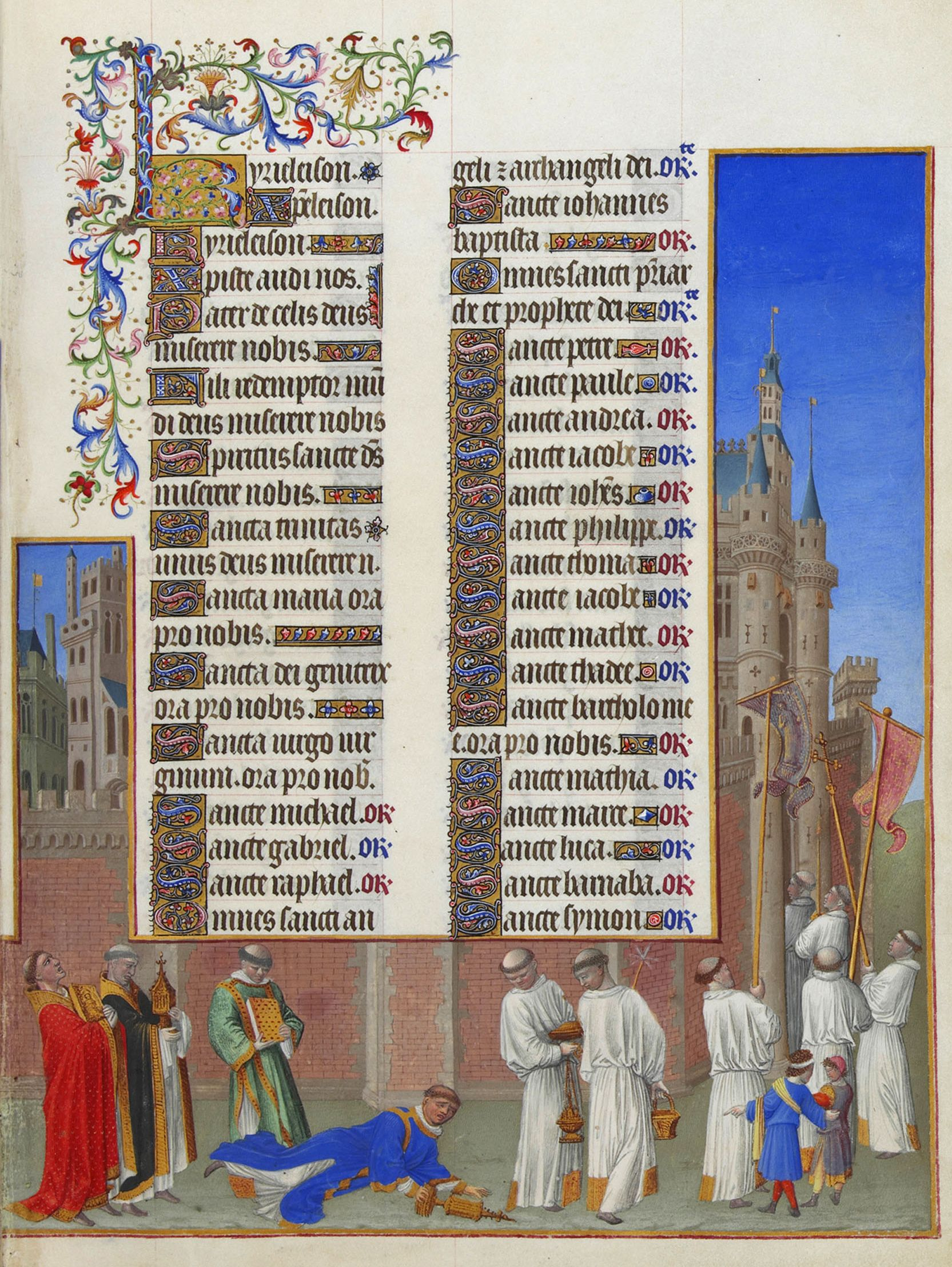
Folio 72 recto des Très Riches Heures du Duc de Berry des frères de Limbourg (France, entre 1410 et 1416)

La variété des textes enluminés s'étend significativement pendant la période gothique. C'est surtout la littérature laïque de cour en langue vernaculaire qui fait l'objet d'enluminures depuis le XIIe siècle, en prenant place aux côtés des textes liturgiques en latin. Le seul genre laïc qui soit enluminé avec le plus grand luxe, avec des fonds d'or et des peintures opaques, est celui des chroniques. Les chroniques universelles unissent l'histoire et la littérature religieuse pour les laïcs. Dans le domaine de l'épopée, les ouvrages germanophones ne sont enluminés que tard, sans beaucoup d'ambition, tandis que la chanson de geste, notamment le cycle de Charlemagne, apparemment plus lié à l'écriture historique, est éditée en France de manière particulièrement luxueuse. Des manuscrits de prestige, sans aller cependant jusqu'au fond doré, apparaissent aussi pour des collections de cour dans le genre épique ou lyrique. Un exemple célèbre de ce genre de livre de compilation est le codex Manesse, réalisé vers 1330 à Zurich.
C'est surtout dans l'entourage des universités qu'apparaissent au XIIIe siècle les textes pratiques et spécialisés enluminés. À Bologne, ce sont les textes juridiques qui dominent. Dans ce domaine, on trouve aussi les bulles papales ou impériales, dont le plus célèbre exemple est la bulle d'or de Charles IV, enluminée sur commande de l'empereur Venceslas Ier en 1400. Une source juridique abondamment enluminée est le Miroir des Saxons par Eike von Repgow, ouvrage d'usage pratique et non académique.
Mais le manuscrit enluminé typique de la période gothique reste cependant le livre religieux, qui, contrairement aux époques précédentes, s'adresse avant tout à la piété privée des laïcs. Au XIIIe siècle, cela concerne surtout le psautier, lequel donne naissance plus tard au livre d'heures, qui devient le type de livre le plus enluminé. Dans le domaine de la piété laïque, on compte aussi des traductions de la Bible et les « Biblia pauperum ». Dans l'environnement universitaire et monacal, les enluminures sont utilisées en grand nombre pour des traités théologiques des Pères de l'Église, des grands mystiques et philosophes scolastiques, des vies de saints, ainsi que des auteurs de l’Antiquité grecque ou latine.

### Influence d'autres arts
Tandis que l’enluminure romane s'inspire de la peinture murale, l'enluminure gothique prend ses inspirations avant tout dans l'art du vitrail, qui imprime sa marque caractéristique aux cathédrales gothiques. L'enluminure reprend immédiatement dans les miniatures les rouges et bleus brillants, du moins tant qu'il s'agit de peintures que l'on peut représenter avec une couleur opaque. L'adaptation du vitrail concerne surtout le dessin lui-même, les enrichissements dorés apportant leur luminosité à l'illustration.
L'influence du vitrail apparaît particulièrement nettement dans la bible moralisée française, qui nous est parvenue en quatorze manuscrits. Des scènes bibliques et leurs correspondants typologiques figurent en vis-à-vis dans des champs ronds. La disposition, mais aussi la coloration et le style, reflètent les vitraux en médaillon des cathédrales françaises.
Peu après, l'enluminure reprend aussi les éléments architecturaux entourant les vitraux, d'abord les meneaux, puis les gables, les pinacles, les rosaces, les pignons, les frises, les arcs trilobés qui rappellent ceux de la Sainte-Chapelle de Paris ou les grandes cathédrales gothiques. La coloration lumineuse donnée par les rouges, les bleus et l’or pourrait être une indication de l'ornementation colorée des cathédrales gothiques, que l'on peut reconstituer par des sources écrites, mais dont il ne reste que très peu de traces.

## Histoire stylistique

### Caractéristiques générales du style et ses développements

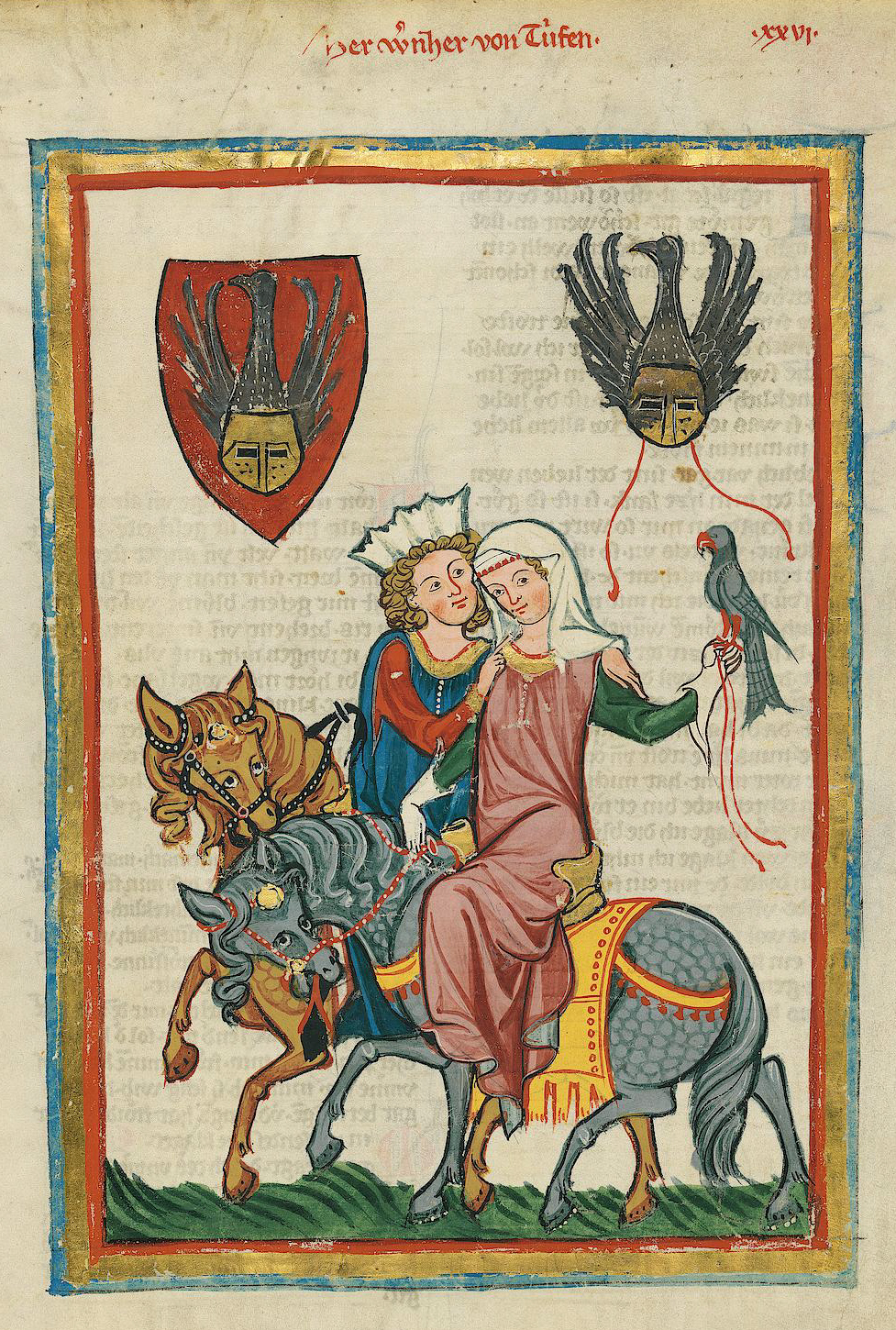
Codex Manesse (Zurich, vers 1300)

Le style de la période gothique se caractérise par des personnages agiles et dynamiques, avec une ligne courbe, une élégance courtoise, des silhouettes élancées et des plis de vêtements ondulants. Une autre caractéristique est l’utilisation d'éléments architecturaux du temps pour structurer de façon décorative les parties de l’image.
À partir de la seconde moitié du XIIe siècle, pour les ouvrages les plus simples, la forme de décoration la plus souvent utilisée est une ornementation des initiales à l'aide de fleurs et de rinceaux, confiée à un rubricateur, qui – surtout dans les ouvrages de qualité médiocre – se confond avec le copiste. Le style de ces ornementations permet la datation et la localisation des manuscrits, car aucune originalité ne s'impose pour ce travail répétitif.
Les scènes indépendantes, insérées dans les initiales historiées et les pieds de page grotesques, offrent un espace pour des représentations pleines de fantaisie, indépendantes du texte, et contribuent substantiellement à l'indivualisation de l'enluminure et à l'abandon progressif des images convenues et figées.
À la suite de la politique interrégionale de mariages des maisons princières européennes et de la mobilité croissante des artistes, il se forme, entre 1380 et 1420 environ, un langage de formes qui se répand dans toute l'Europe ; en raison de son caractère interrégional, il est appelé gothique international. Les caractéristiques de ce style sont les plis de vêtements et de chevelures tombant souplement, les corps minces avec des vêtements de cour resserrés et hauts de ceinture. En raison de la souplesse des lignes du dessin, on parle aussi de « style souple ».
Une caractéristique typique de l'enluminure gothique est la représentation de personnages à la mode du temps, dans le cadre d'une architecture gothique, même s'il s'agit de figurer des événements bibliques. Dès le XIIIe siècle, se multiplient les exemples de carnets d'esquisses, qui ne se confinent plus à la reproduction iconographique d'œuvres d'art préexistantes, mais contiennent des créations originales d'études sur la nature ou l’architecture. Un carnet d'esquisses célèbre est celui du Français Villard de Honnecourt, réalisé en 1235. Au seuil de la Renaissance, et s'inspirant du réalisme de l'art des Pays-Bas méridionaux, les représentations naturalistes dominent. Au cours du XIVe siècle, la perspective, les effets de profondeur et une anatomie réaliste des personnages s'imposent, en prélude à la Renaissance.
Après la diffusion de l’imprimerie, l'enluminure du XVe siècle revient à la confection de codex de prestige particulièrement somptueux pour des commanditaires de haut rang. Et, surtout dans le gothique tardif, la délimitation entre la peinture sur tableau et l’enluminure devient de plus en plus floue : les miniatures reprennent toujours davantage les compositions élaborées des tableaux et abandonnent la fonction d'illustration instructive du texte pour devenir des tableaux autonomes.

### France

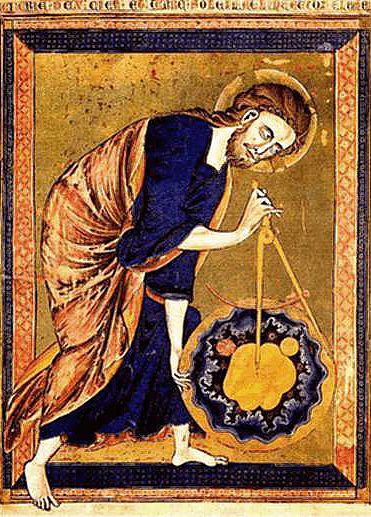
Bible moralisée : Dieu architecte (France, vers 1250)

Vers 1200, la culture de cour et les arts décoratifs de France occupent une place prédominante en Occident et rayonnent dans toute l'Europe. Cette position hégémonique est favorisée par la combinaisons de divers facteurs, dont la centralisation poussée de la France, avec une royauté fortement marquée par la cour, le développement d'un sentiment national et le rayonnement de l'université de Paris. En France, et particulièrement à Paris, la production de manuscrits se déplace vers les ateliers professionnels d'artistes laïcs. À la fin du XIIIe siècle, ceux-ci se concentrent dans la rue Erembourg, aujourd'hui rue Boutebrie, non loin des copistes et des papetiers, entre le collège de Cluny et la rue de la Parcheminerie, c'est-à-dire en plein quartier latin.
Le Psautier d'Ingeburge, réalisé vers 1195 à Tournai ou la Bible moralisée sont des sommets de l'enluminure gothique précoce. Dans ces manuscrits, on voit le langage des formes romanes se transformer en une phase classique, dont les caractéristiques sont des vêtements aux nombreux plis tombant souplement, des visages finement tracés et une nouvelle apparence des corps.
Ce nouveau style se constitue jusqu'à ce que, vers 1250 environ, toutes ses caractéristiques essentielles soient développées, ce qui annonce la période du haut gothique. Des exemples représentatifs du troisième quart du XIIIe siècle sont par exemple le Psautier dit de Saint Louis,, l’Évangéliaire de la Sainte Chapelle, ou le Roman de la Poire,.
Maître Honoré est l'un des premiers enlumineurs connus par son nom en France. Ses contemporains et lui essaient de donner du relief à leurs illustrations, et créent pour cela des œuvres qui rappellent les sculptures et les reliefs dans le modelage plastique des vêtements, des visages et des chevelures. Un ouvrage exemplaire de l’atelier de Maître Honoré est le Bréviaire de Philippe le Bel, datant de 1290 environ.

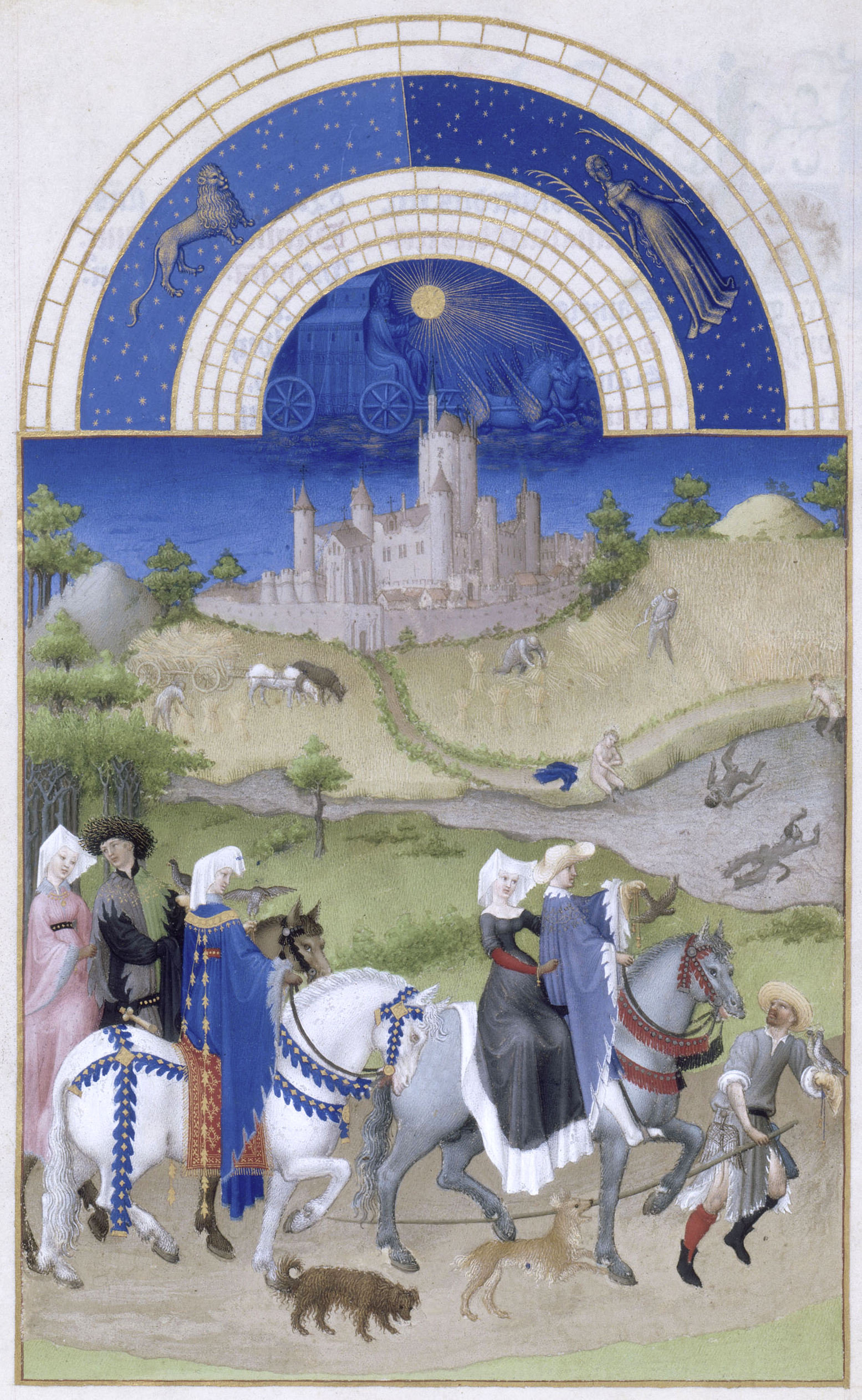
Les frères de Limbourg : Les Très Riches Heures du duc de Berry, miniature pour le mois d'août (France, entre 1410 et 1416)

La première représentation tridimensionnelle d'un intérieur au nord des Alpes se trouve dans le livre d'heures de Jeanne d'Évreux du peintre de cour Jean Pucelle, qui fut le premier à introduire en France l'art italien du Trecento. En même temps, il introduit en enluminure la technique de la grisaille, qui sera largement pratiquée durant tout le XIVe siècle, car reprise par ses élèves comme Jean Le Noir. En outre il pose une forte empreinte sur l'encadrement typique haut-gothique, en entourant texte et illustrations de fleuronné (sarments feuillus parsemés de dessins grotesques). Pucelle est aussi le premier enlumineur sur lequel plusieurs informations et inscriptions des années 1325-1334 figurent dans des colophons,. C'est ainsi que l'on sait qu'au moins trois collaborateurs travaillaient dans son atelier.
L'enluminure a été substantiellement soutenue par le mécénat du roi Charles V le Sage, qui règne de 1364 à 1380, et qui est considéré comme un des plus grands bibliophiles du Moyen Âge. En attirant des artistes étrangers à Paris, en particulier Jean de Bondol, de Bruges, et Zebo de Florence, Charles V contribue grandement à ce que Paris devienne un centre international d'enluminure, qui prend un nouveau départ et rayonne dans toute l’Europe. Des encouragements de même nature pour l’art viennent de ses frères Jean de Berry et Philippe le Hardi. Au service du duc de Berry, on voit, à côté d'André Beauneveu, de Valenciennes, Jacquemart de Hesdin en Flandre bourguignonne ainsi que les frères de Limbourg nés à Nimègue, qui créent avec les Très Riches Heures du duc de Berry le plus célèbre manuscrit enluminé du XVe siècle, où l'on trouve les premiers paysages réalistes dans l'art du nord des Alpes.
Les premières vues en perspective à l'intérieur des bâtiments se trouvent dans l'œuvre du Maître de Boucicaut, à Paris, entre 1405 et 1420. C'est lui et les frères de Limbourg qui introduisent la feuille d'acanthe comme motif décoratif principal dans l'enluminure française. Le Maître de Bedford, qui travaille à Paris entre 1405 et 1465, rassemble les miniatures principales et les scènes environnantes dans une unité thématique. Jean de Bondol n'a pas peur de représenter le roi lui-même de façon réaliste dans un tableau de dédicace, et d'introduire l'art du portrait. Par ailleurs, les frères de Limbourg, le Maître de Boucicaut, le Maître de Bedford et Jean de Bondol inaugurent une nouvelle période réaliste de l'enluminure gothique, ce qui modifie de manière productive l'art italien du Trecento et le gothique international. À cette période, il faut aussi citer le Maître de Rohan, qui suit son évolution personnelle, et ignore en partie les conventions pourtant impérieuses de l'enluminure française.
À côté du centre dominant de Paris, le seul centre artistique autonome du XIVe siècle est la résidence papale d'Avignon. Dans le deuxième quart du XVe siècle, Paris perd sa position dominante de centre artistique, en raison de la défaite de la France contre l'Angleterre à la suite de la guerre de Cent Ans, et de l’affaiblissement corrélatif de la royauté, qui amène la cour royale à s'établir en Touraine. Les centres artistiques se trouvent désormais dans la région de la Loire et plus généralement en France occidentale, où les cours princières font concurrence en magnificence avec celle du roi et attirent des artistes de renom comme peintres de cour. Même à Paris, le Maître de Bedford ne reste pas au service du roi, mais passe à celui du gouverneur anglais, le duc de Bedford.

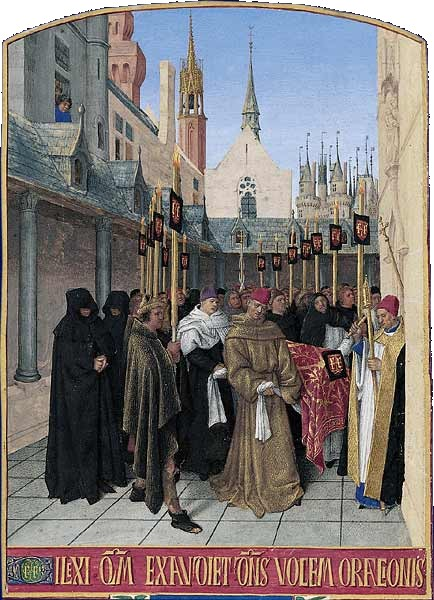
Jean Fouquet : Livre d'heures d'Étienne Chevalier. Les funérailles d'Étienne Chevalier, France, avant 1457

Immédiatement après le milieu du siècle, un nouveau style s'établit, fortement influencé par le réalisme de l'art des Pays-Bas bourguignons. Le Maître de Jouvenel, actif entre 1435 et 1460, conduit à Jean Fouquet de Tours, qui devient dans le troisième quart du XVe siècle une personnalité artistique de premier plan en France. Parmi ses chefs-d'œuvre on compte le livre d'heures d'Étienne Chevalier et les Grandes Chroniques de France. Avec Fouquet s'amorce la transition vers la Renaissance. Son œuvre est considérée comme une synthèse originale de la tradition de l'enluminure française, de la première Renaissance italienne du Quattrocento et du réalisme flamand. Ce sont surtout les constructions en perspective, les éclairages et la précision historique de ses tableaux qui font de Fouquet un des plus grands maîtres de son temps.
Le seul enlumineur pouvant rivaliser avec Fouquet est Barthélemy d'Eyck, qui enlumine pour René d'Anjou (le Bon roi René pour ses sujets) le Livre du cœur d'Amour épris entre 1457 et 1470. Après Fouquet, quelques enlumineurs se distinguent, comme Jean Colombe à Bourges, Jean Bourdichon à Tours ou Maître François à Paris.

### Angleterre

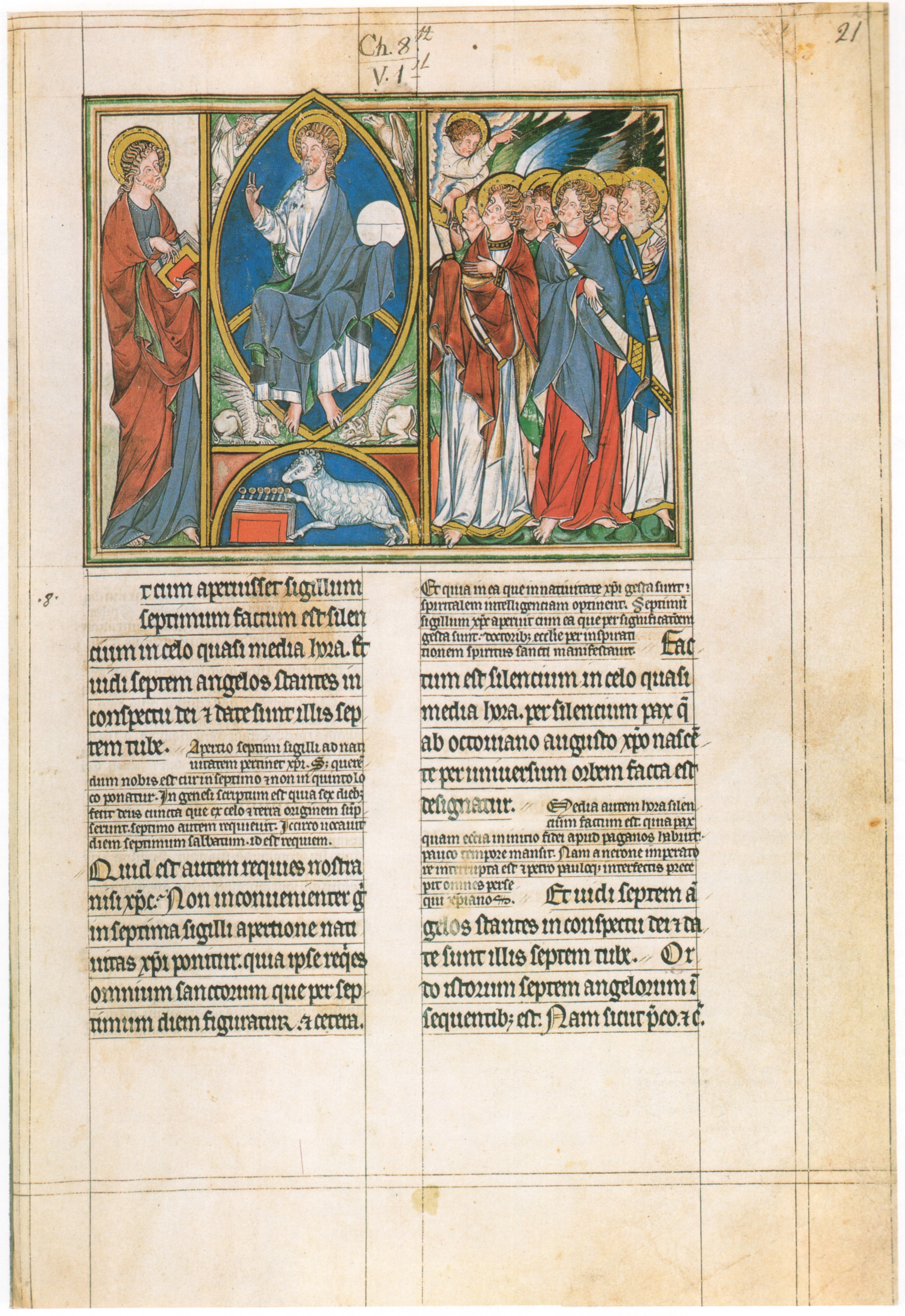
Apocalypse de Douce, (Londres, école de la cour de Westminster, 1270-1272)

En Angleterre, c'est vers 1220 que s'accomplit progressivement le passage de l’enluminure romane à la gothique. Les ateliers de l'entourage de la cour d'Angleterre entretiennent la plus forte relation avec l'enluminure française. La cour d'Angleterre ne joue cependant qu'un maigre rôle de commanditaire de manuscrits enluminés comparativement aux rois de France. Une caractéristique de l’enluminure anglaise, surtout entre 1280 et 1340 environ, est l'ornementation par des motifs – animaux grotesques et personnages bouffons – n'ayant aucun lien avec le texte. Outre les illustrations en peintures opaques sur fond d'or, l'enluminure anglaise poursuit la technique, particulièrement répandue en Grande-Bretagne, des dessins coloriés.

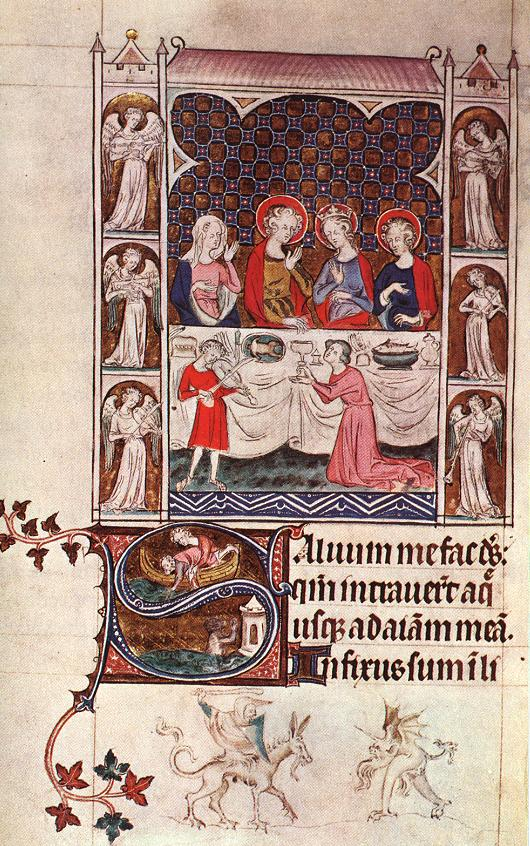
Psautier de la reine Marie (vers 1310), avec des initiales historiées et des ornementations grotesques

Le bénédictin Matthieu Paris, de l'abbaye de St Albans, se distingue comme auteur, écrivain et enlumineur, et appartient au cercle le plus fermé des conseillers du roi Henri III. Son chef-d'œuvre sont les Chronica maiora, illustrées par des dessins à la plume en partie peints à l'aquarelle, pour certains selon son propre témoignage oculaire. Le scriptorium de Salisbury s'inspire du style de St Albans. Au milieu du XIIIe siècle des ateliers s'établissent au voisinage de l'université d'Oxford sur le modèle de ceux de Paris. C'est là que travaille William de Brailes, qui signe à cette époque plusieurs de ses enluminures, et qui est donc un des rares enlumineurs de l'époque dont le nom nous a été transmis. Il y a aussi des ateliers importants à Londres, où se trouve une clientèle particulièrement fortunée.
Le type d'ouvrage le plus enluminé de la période gothique anglaise est le psautier, jusqu'au XIVe siècle, alors que le livre d'heures s'est déjà largement répandu sur le continent. Parmi les psautiers importants du XIIIe siècle on compte le psautier de Westminster, quelques psautiers de Peterborough, dont celui de Lindsey, un psautier pour l’abbé d'Evesham, un exemplaire enluminé pour une nonne d'Amesbury au milieu du XIIIe siècle, le psautier d'Oscott, richement ornementé, qui a peut-être été enluminé pour le futur pape Adrien V, lequel ne devait occuper sa charge que 36 jours en 1276, et le psautier d'Alphonso. Au XIVe siècle, les plus remarquables sont le psautier d'Ormesby, le psautier de Luttrell nommé d'après son commanditaire, le psautier de Gorleston, le psautier de Robert de Lisle, celui de Peterborough, et, surtout, le somptueux psautier de la reine Marie. En outre, parmi les types de livres préférés de l’enluminure anglaise, on compte des bibles ou des livres de la Bible, en particulier les manuscrits enluminés de l'Apocalypse du XIIIe siècle, par exemple l'Apocalypse de Trinity College (vers 1242-1250), l'Apocalypse de Lambeth (1260–1270), l'Apocalypse de Douce (1270–1272). On trouve d'autres thèmes d'enluminures tels que des vies de saints ainsi que des bestiaires.
Au XIVe siècle, Londres se développe comme un des centres les plus importants de l'enluminure anglaise, la cour royale assumant un rôle moteur pour son développement. Le palais de Westminster attire des artistes des origines les plus diverses et imprime son propre style, d'abord le Court Style, puis le Queen Mary Style. À la fin du XIVe siècle, Richard II encourage l'enluminure. En Est-Anglie, la famille de Bohun commande des manuscrits enluminés importants, avec des détails naturalistes pleins de vie.
Vers 1400, l'Angleterre domine aussi une des formes du gothique international. Il est remarquable de voir les nombreux manuscrits de grand format dont la production connaît un nouveau sommet, comme le Missel de Sherborne. Au XVe siècle, l'enluminure anglaise est particulièrement influencée par les manuscrits enluminés flamands et bas-rhénans, importés en nombre. Dans la première moitié du siècle, l'enlumineur Herman Scheerre, venant de Rhénanie du nord, joue un rôle majeur.
La dissolution des monastères (1536–1540) et l'iconoclasme des réformateurs aux XVIe et XVIIe siècles conduisent à de lourdes pertes quant aux manuscrits enluminés d'Angleterre.

### Pays-Bas

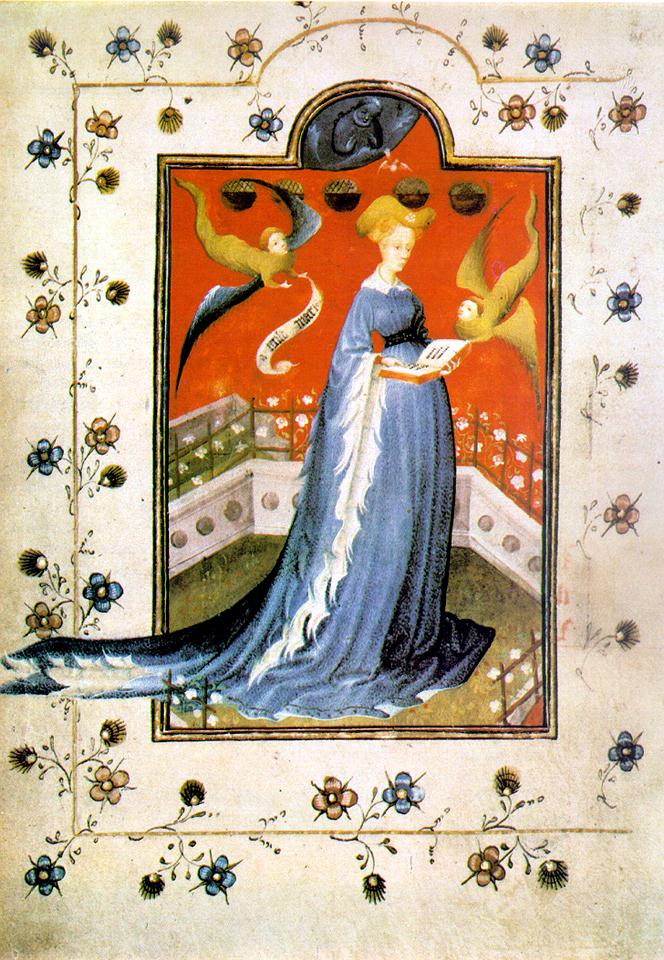
Miniature de la Vierge, Livre d'heures de Marie d'Harcourt, vers 1415

Pendant tout le Moyen Âge, les provinces méridionales des Pays-Bas, la Flandre et le Brabant, dominent économiquement et culturellement l'espace néerlandais. Une partie de ces provinces méridionales appartient à la couronne de France sous le nom de Pays-Bas bourguignons, lesquels sont à partir du XIVe siècle étroitement liés à la France. C'est pourquoi l'art gothique français imprègne fortement les Pays-Bas méridionaux à partir du XIIIe siècle. Le passage du roman au gothique y est accompli vers 1250. Dès les temps carolingiens, les territoires mosans, en particulier l'évêché de Liège, jouent un important rôle de transmission entre les arts du livre français et allemand. Au XIVe siècle, Maastricht dépasse le siège épiscopal de Liège par le nombre de bibles enluminées, de vies de saints, mais aussi d'ouvrages profanes. Un troisième centre émerge avec Saint-Trond.
Comme l'enluminure flamande du XIIIe siècle est encore entièrement sous l’influence et dans l’ombre de celle de Paris, les grands commanditaires français du XIVe siècle attirent largement vers Paris les maîtres flamands tels que Jean de Bondol, André Beauneveu ou Jacquemart de Hesdin. Probablement sous l’influence italienne, un thème important de l'enluminure néerlandaise est la représentation du relief. La recherche d'une plus grande ressemblance avec la nature a aussi une influence sur la représentation des personnages. De 1375 à 1420 à peu près, le style gothique international s'impose aussi aux Pays-Bas.
Le XVe siècle est celui du grand épanouissement de l’enluminure flamande. Les artistes majeurs travaillant en France viennent de Flandre, tels le frères de Limbourg ou, plus tard, Barthélemy d'Eyck. Sous l'autorité de Philippe le Bon (Philippe III de Bourgogne|) et de Charles le Téméraire, les villes flamandes connaissent aussi leur épanouissement économique et culturel. C'est surtout Philippe qui réunit dans sa cour de Bruges des artistes de renom, tels Loyset Liédet, Willem Vrelant ou Jean Le Tavernier. Une série de manuscrits enluminés de Valenciennes des années 1458 à 1489 est attribuée à Simon Marmion et montre des influences des paysages de Dirk Bouts. Le maître viennois de Marie de Bourgogne, anonyme, a augmenté l'illusionnisme de l’enluminure néerlandaise par ses effets en trompe-l'œil.

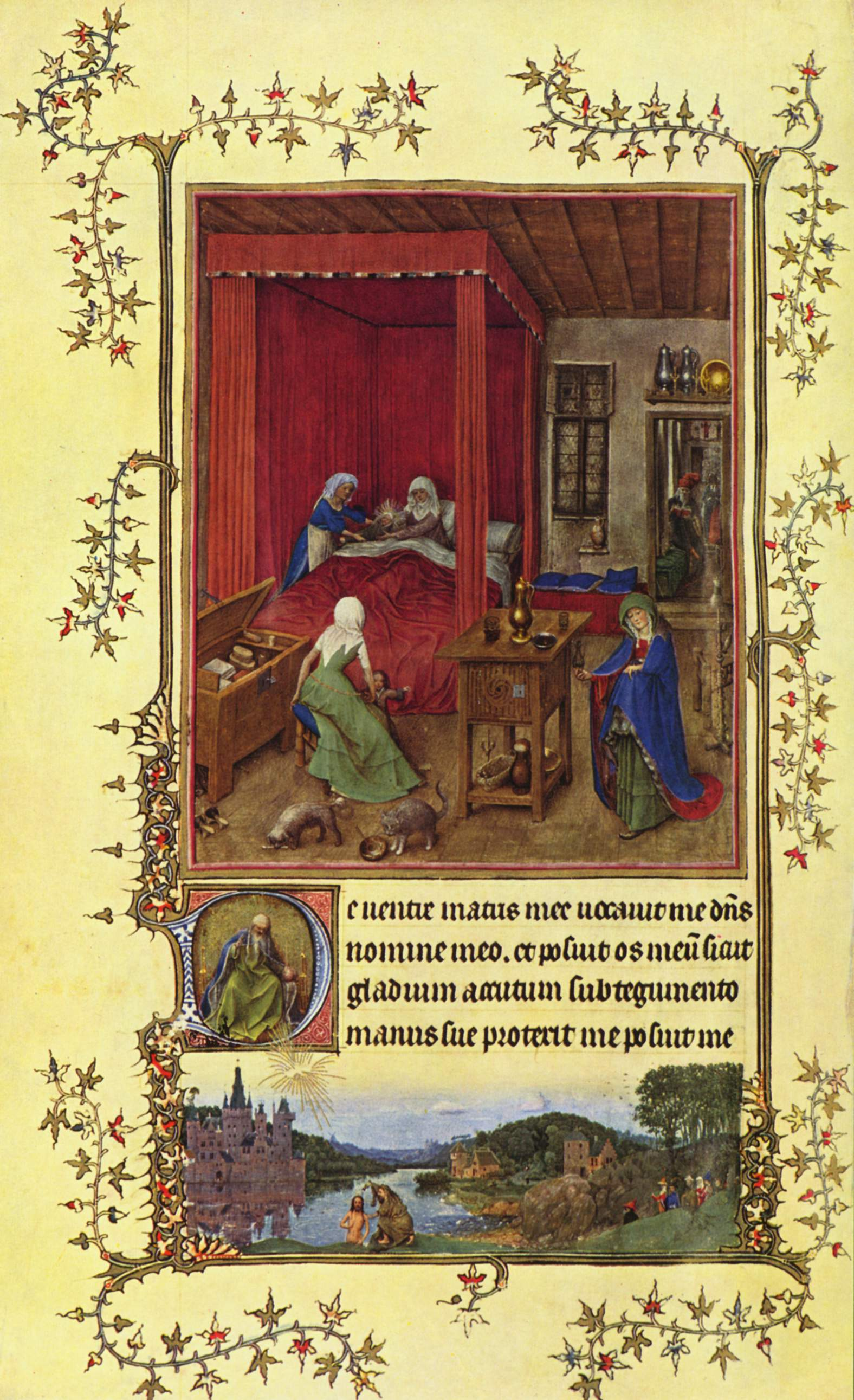
Maitre G des heures de Turin-Milan, peut-être le Jan van Eyck de la Naissance de Jean-Baptiste (Flandres, 1422-1424)

À cette époque, l'art français perd de son influence et les primitifs flamands développent un caractère propre nettement marqué, révolutionnant la peinture par l'observation de la nature. Cette nouveauté des primitifs flamands se caractérise tout d'abord par des arrière-plans de paysages réalistes, se distinguant ainsi des fonds dorés des enluminures médiévales. L'observation précise de la nature s'étend aussi à la représentation des corps humains, dont les mouvements et la texture sont fidèlement reproduits, ainsi que l'effet de modelé des objets inanimés par des effets de lumière, observés avec précision et reproduits efficacement. Le personnage central du renouvellement fondateur de cette époque est Jan van Eyck, qui a peut-être lui-même travaillé à l’enluminure du livre d'heures de Turin-Milan.
Après la mort de Charles le Téméraire, en 1477, et la chute de la maison de Bourgogne, le marché local disparaît brutalement pour les enlumineurs. À la suite de cela, des maîtres comme Simon Bening ou le Maître du Livre de prières de Dresde exportent des livres d'heures de qualité comme marchandises de luxe dans tous les pays européens. Les ateliers flamands ont non seulement un niveau de qualité élevé, mais ils sont aussi des centres de production bien organisés, qui peuvent fabriquer des livres pieux en grand nombre et pour une large gamme de clients. L'enluminure colorée et naturaliste de cette école de Bruges et Gand annonce la peinture de la Renaissance.

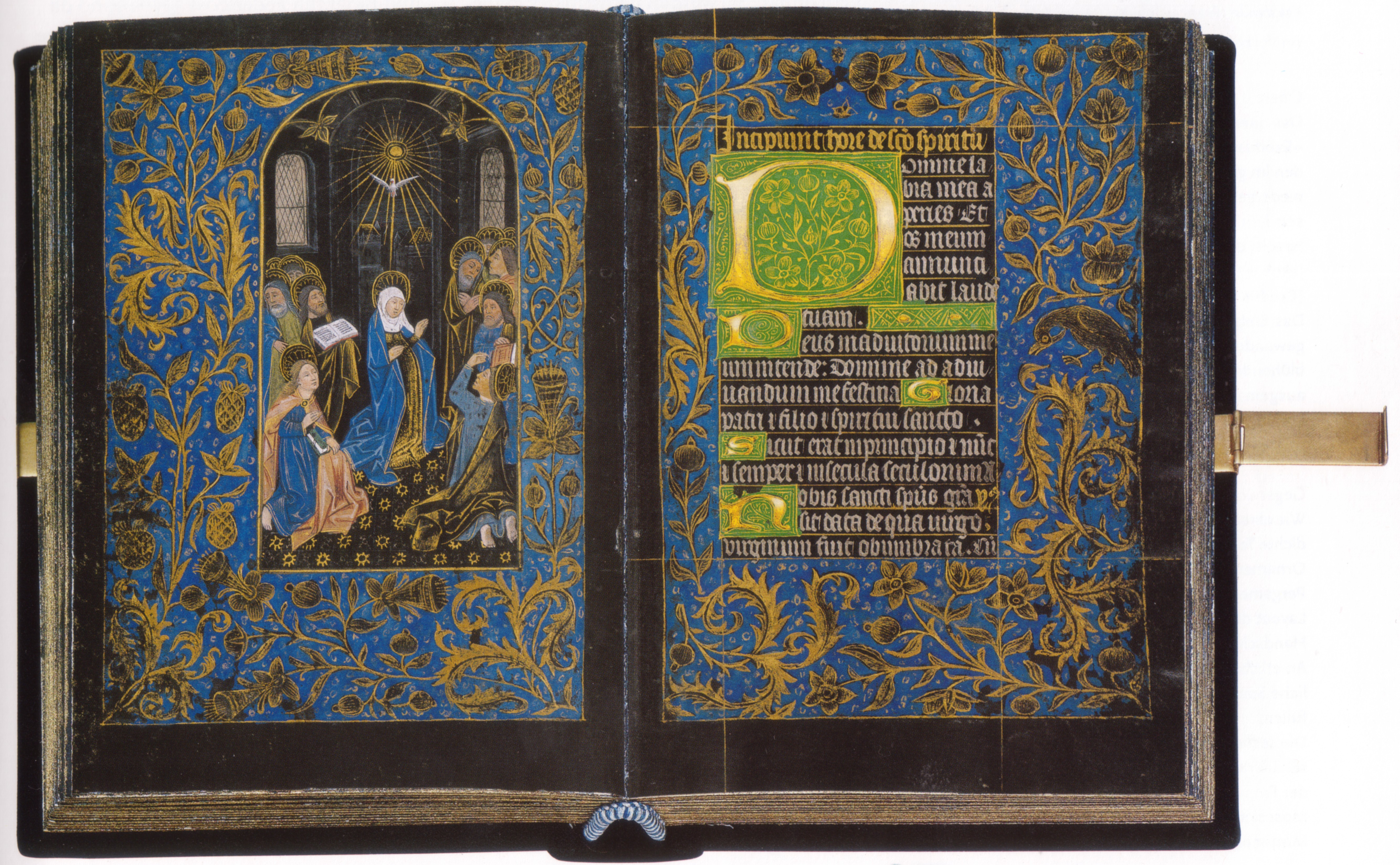
Willem Vrelant (entourage) : Livre d'heures noir sur parchemin coloré dans la masse (Bruges, v. 1475)

Les Pays-Bas septentrionaux n'ont produit que peu de manuscrits gothiques importants. Le centre le plus important était Utrecht. De l'abbaye des Prémontrés, proche de Marienweerd, proviennent une bible versifiée de Jacob van Maerlant, et, de la main du même artiste, un manuscrit d'images : Der naturen bloeme, du XIVe siècle. C'est à Utrecht que, vers 1440, de la main d'un maître anonyme, naît le manuscrit le plus somptueux et le plus imaginatif de la miniature des Pays-Bas septentrionaux, avec ses 150 miniatures : le livre d'heures de Catherine de Clèves, fortement marqué par la peinture flamande, notamment par Robert Campin. C'est aussi à Utrecht et à Cologne, que travaille entre 1470 et 1510 le Maître de l’Autel de Bartholomé, enlumineur et peintre. L'art de la gravure concurrence l'enluminure plus fortement qu'au sud à la fin du XVe siècle. L'inventaire de l'art de l'enluminure aux Pays-Bas septentrionaux est rendu plus difficile en raison des pertes dues à l’iconoclasme des Réformés au XVIe siècle.

### Espace germanophone

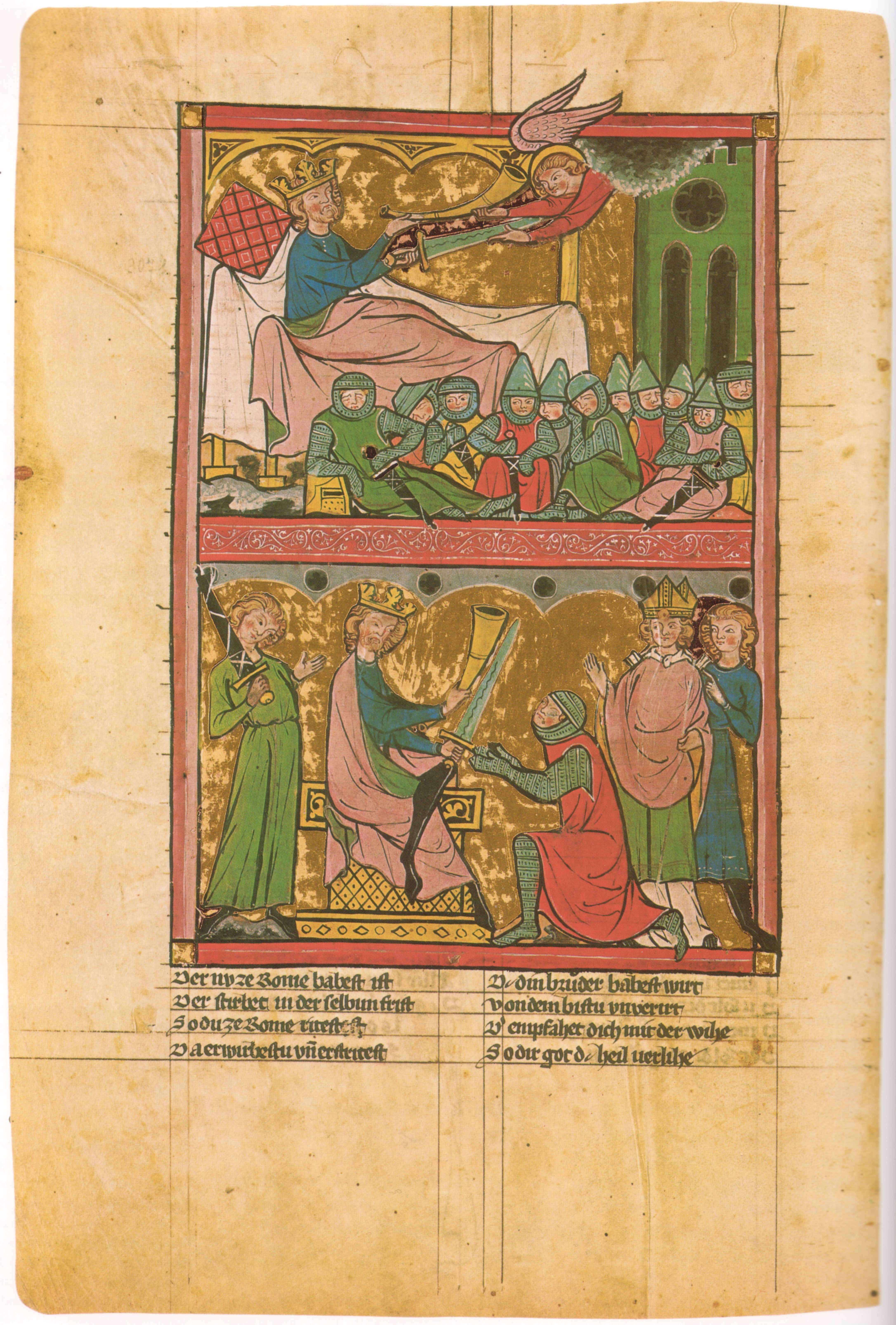
Maitre de la chronique Universelle d'Ems. Scène de Charles par Stricker (Haute Rhénanie, vers 1300).

Le Zackenstil, influencé par l’architecture gothique et caractérisé par la forme des vêtements aux plis fortement cassés, fait passer le monde germanophone de l’art roman à l’art gothique. Ce n'est que vers 1300 que le style gothique s'impose dans toutes les provinces allemandes. Par comparaison avec la France, les scriptoriums monastiques ont dominé l'enluminure plus longtemps et les ateliers commerciaux se sont imposés plus tardivement.
Les premières régions à adopter les nouveaux éléments stylistiques sont la Rhénanie du nord comme du sud, ainsi que l'espace autour du lac de Constance. L'Alsace, où Strasbourg est au XIIIe siècle le centre incontesté de l'art gothique allemand, joue un rôle central dans l'échange culturel franco-allemand. Un rôle d'intermédiaire important est joué par la Lorraine, où Metz produit un nombre important de livres d'heures, ainsi que le territoire mosan autour de Liège. C'est au sud du lac de Constance, à Zurich, que voit le jour le codex Manesse, avec 137 enluminures de chants, qui forment aussi un témoignage textuel de Minnesang moyen-haut allemand d'importance majeure. Dans la région située entre Zurich et Constance sont produits, dans la première moitié du XIVe siècle, d'autres codex splendides, parmi lesquels deux importants manuscrits de la chronique universelle de Rodolphe d'Ems, suivis du Charlemagne du Stricker  et du Graduel de Katharinental.
On retient comme ouvrages notables du haut gothique deux graduels enluminés par Johann von Valkenburg à Cologne en 1299, marqués par une influence franco-flamande. À partir de 1400, Cologne devient une des grandes villes d'Europe, reçoit en 1388 une université et s'érige en centre de l’art du livre. Stefan Lochner s'illustre non seulement comme peintre de tableaux, mais aussi comme enlumineur.

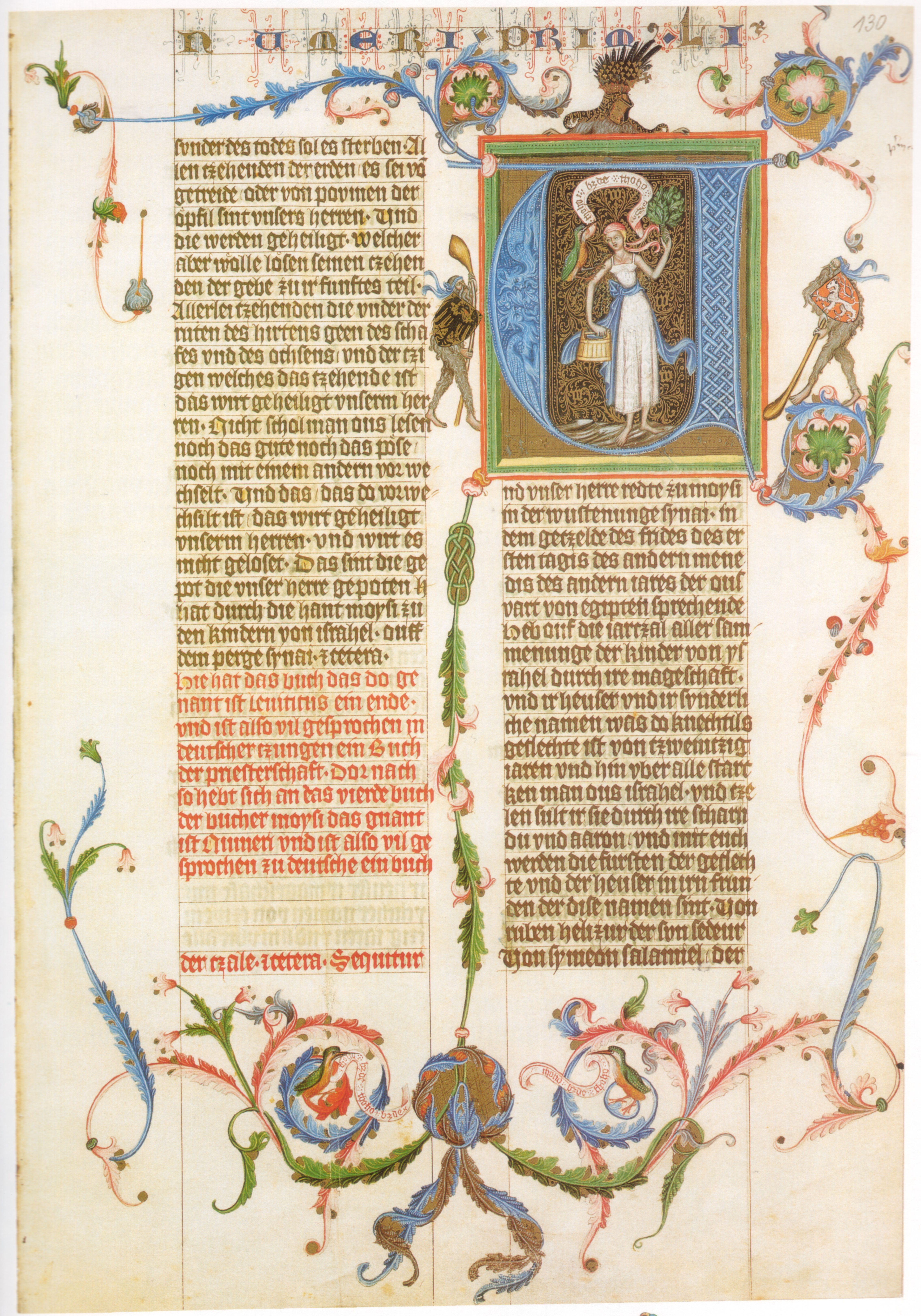
Bible de Venceslas. (Prague, 1389-1400)

Au cours du XIVe siècle, le style gothique atteint progressivement les régions plus orientales ; d'abord apparaissent les scriptoriums monastiques de Saint-Florian, de Kremsmünster, d'Admont, de Seitenstetten, de Lilienfeld, de Zwettl et de Klosterneuburg, influencés par l'Italie, et qui parviennent progressivement, vers 1330, à un style plus réaliste. Albert III d'Autriche crée un atelier d'enluminure à sa cour, qui reste en activité jusqu'au milieu du XVe siècle. Après une interruption de quelques années, l'enluminure renaît sous le règne (1508-1519) de l’empereur Maximilien Ier (empereur du Saint-Empire). Elle atteint de nouveaux sommets et accomplit la transition de style vers la Renaissance. Simultanément, l'imprimerie et ses procédés graphiques prennent de l'importance, comme par l’édition imprimée du Theuerdank, récit en vers sous noms d'emprunt du voyage de Maximilien vers sa promise Marie de Bourgogne.
Durant la seconde moitié du XIVe siècle, la Bohême atteint son apogée à la cour des Luxembourg, sous les empereurs Charles IV (empereur du Saint-Empire) et Venceslas Ier du Saint-Empire. Prague set développe comme centre politique et culturel du pouvoir impérial, et possède depuis 1348 la première université allemande. C'est surtout l'atelier de Venceslas qui produit, entre 1387 et 1405 environ, des sommets de l’enluminure gothique, notamment la Bible de Venceslas en six volumes, la Bulle d'or, et l'épopée allemande « Willehalm » de Wolfram von Eschenbach.

### Italie

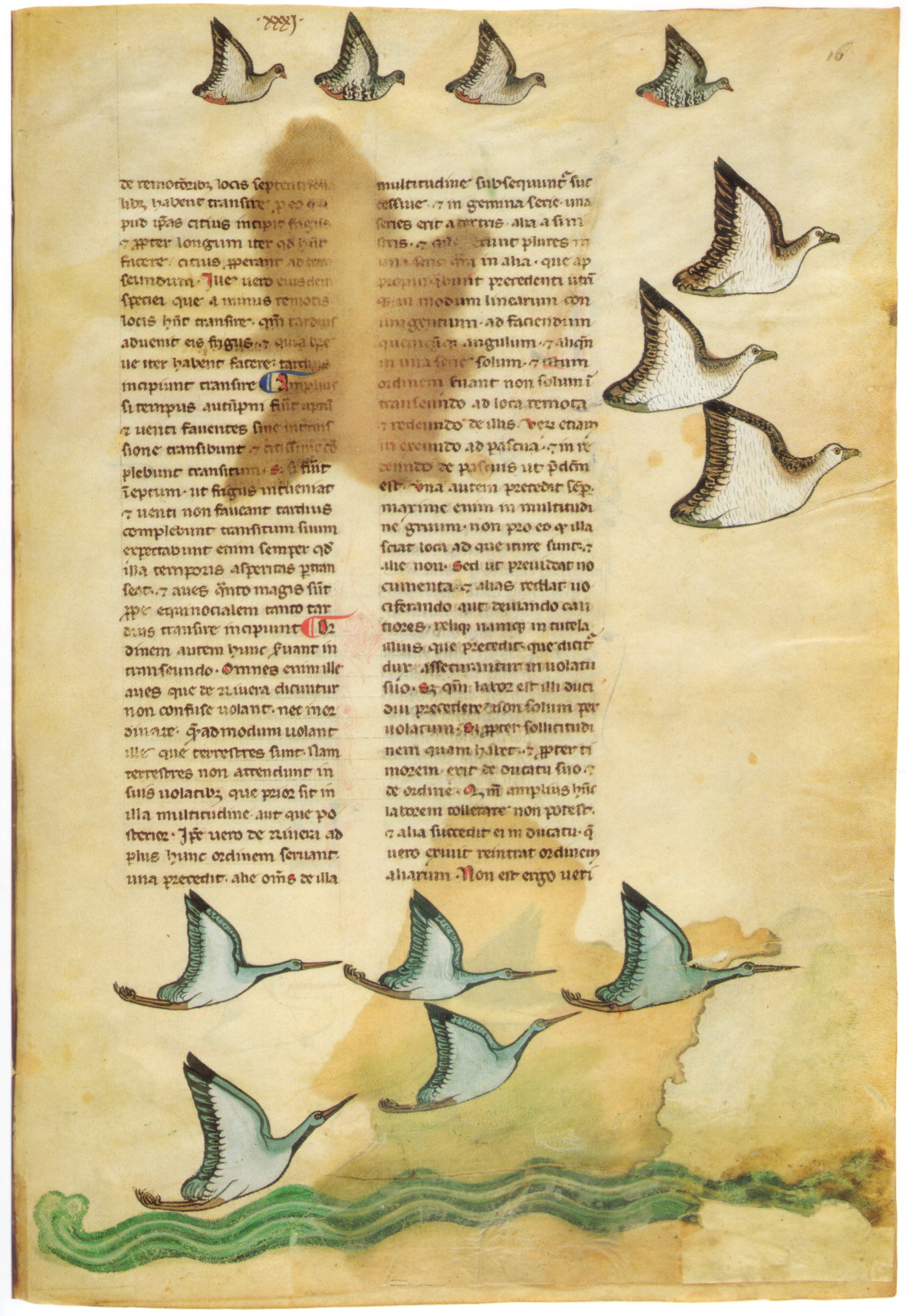
De arte venandi cum avibus. (Italie méridionale, troisième quart du XIVe siècle).

L'enluminure en Italie reste, plus longtemps qu'ailleurs en Europe, marquée par l'influence byzantine, qui reste longtemps dominante autant à Venise, tournée vers l’Orient, qu'en Italie méridionale. Parmi les œuvres remarquables de cette tradition byzantine, on peut citer le lectionnaire de Giovanni da Gaibana, de Padoue (1259). C'est notamment du sous l'influence des Hohenstaufen que le style allemand arrive en Italie, surtout méridionale. Des manuels enluminés célèbres sont réalisés pour les Hohenstaufen : le traité de fauconnerie De arte venandi cum avibus, enluminé avec des études d'oiseaux de proie très naturalistes, et De balneis puteolanis, (Les bains de Pouzzoles), de la seconde moitié du XIIIe siècle. C'est justement le traité de fauconnerie qui montre que, via la Sicile, l'enluminure italienne du sud subit aussi l'influence de l’art livresque islamique.
Au cours du Trecento et du Quattrocento, les villes se développent de plus en plus en tant que centres artistiques, favorisant l'art comme moyen de prestige, et renchérissant pour attirer les meilleurs artistes. Quoi que l'enluminure italienne au début du XIVe siècle soit déterminée par l'influence française, au cours du siècle, des styles originaux surgissent progressivement dans diverses régions, et les personnalités des artistes deviennent plus marquées. Les rapports entre la peinture monumentale et l’enluminure deviennent plus étroits et l’art de l’enluminure emprunte progressivement les schémas de composition de la peinture en grand format. La littérature italienne en plein épanouissement nécessite l'invention de nouvelles formes d'illustration. Au cours du XIVe siècle, des ouvrages en langue vulgaire tels que la Divine Comédie de Dante, ou le Décaméron de Boccace sont au centre des intérêts et reçoivent une quantité d'illustrations.

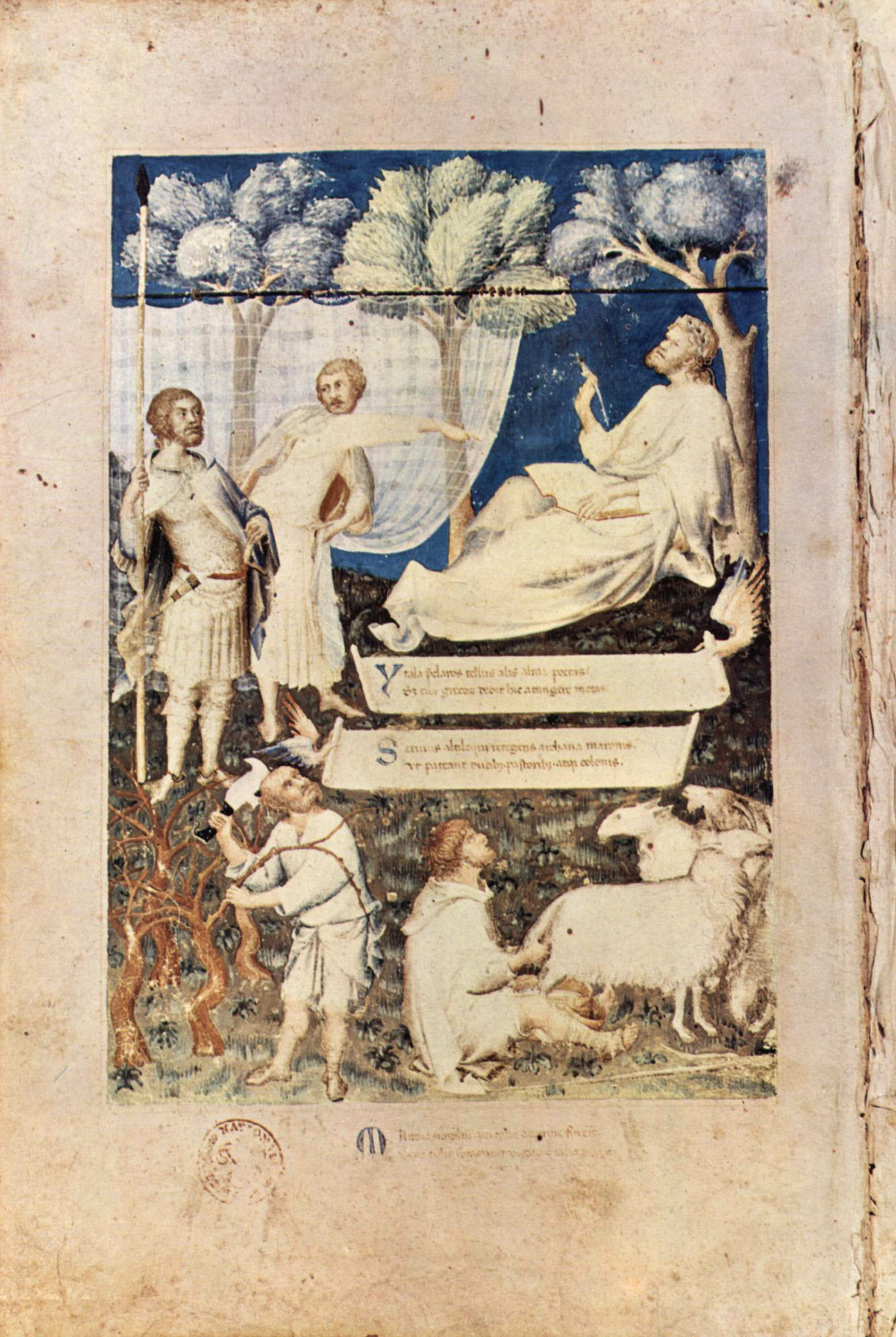
Simone Martini : Frontispice du Codex Ambrosianus : Virgile avec des allégories de ses œuvres (Avignon, vers 1340)

À Rome et dans les couvents du Latium l'héritage de l’Antiquité est surpuissant et bloque longuement l'apparition des formes de langage gothiques. Avec l’exil du siège papal à Avignon, le mécénat le plus important disparaît entre 1309 et 1377.
Les centres de l'enluminure italienne sont néanmoins les villes du nord, Milan et Pavie, sous la domination des Visconti, où l'influence française est dominante. À la cour des Visconti, dynastiquement liés à la Bourgogne, surgissent tout d'abord des romans chevaleresques courtois, comme Tristan ou Lancelot,. Parmi les plus célèbres enlumineurs, on compte vers la fin du XIVe siècle Giovannino de' Grassi, qui a entre autres enluminé un livre d'heures et le Breviarum Ambrosianum pour Jean Galéas Visconti. D'autres peintres au service des Visconti sont Belbello da Pavia et Michelino da Besozzo.
Autour de l'université de Bologne se développe une enluminure originale, dont les premiers représentants sont Oderisi da Gubbio célébré par Dante, et Niccolò di Giacomo. L'université produit de nouveaux types de livres, en particulier des livres de droit enluminés pour la célèbre faculté de droit, ainsi que des textes d'auteurs classiques.
En Italie centrale, dans le contexte bourgeois, s'impose un style d'enluminure plus près de la vie, plus populaire, comme le livre du Biadaiolo à Florence au milieu du XIVe siècle, dont la décoration est attribuée au maître des Effigies dominicaines. Le premier accueil des concepts spatiaux de l’image de Giotto se trouve dans les miniatures de Pacino di Bonaguida. Les enlumineurs florentins renoncent presque totalement à toute ornementation décorative et se concentrent uniquement sur l’illustration du texte. De Sienne nous vient Simone Martini, qui, pour l’essentiel, réalise des peintures monumentales, mais qui ne néglige pas l'enluminure. Il peint, en 1340, pour le compte de Pétrarque, le frontispice du Virgile de Pétrarque.

### Espagne et Portugal

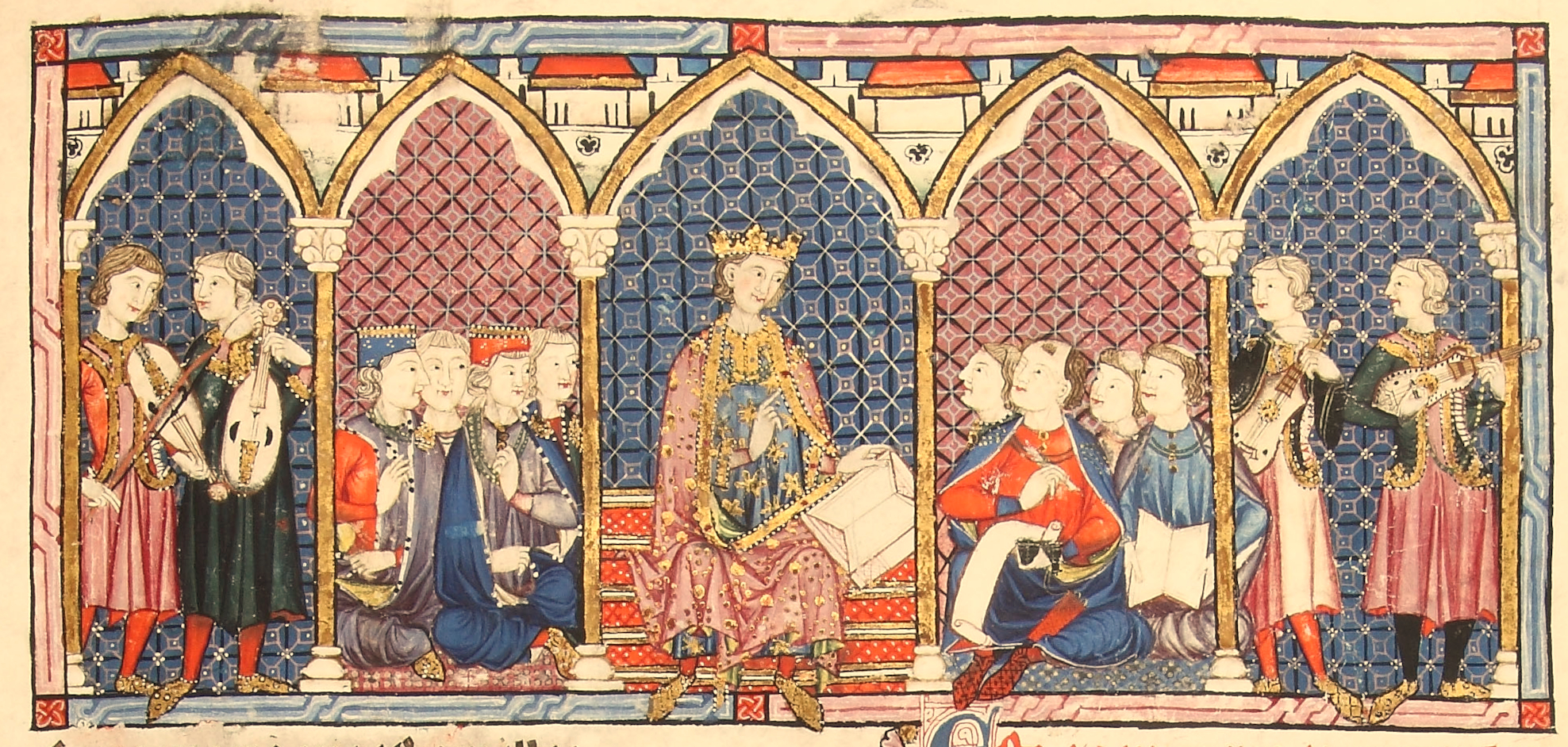
Cantigas de Santa María (Castille, 1283)

Jusqu’au haut Moyen Âge, l'Espagne et le Portugal sont marqués par la colonisation arabe et l’art chrétien reste largement isolé des développements du reste de l’Europe. Au milieu du XIIIe siècle, la Reconquista replace sous autorité chrétienne la péninsule Ibérique jusqu’à Grenade. De ce fait, l'art dans les royaumes d'Aragon-Catalogne, de Castille-et-León, du Portugal et de Navarre s'ouvre lentement aux influences européennes. À partir du XIIIe siècle, des artistes arrivent de France, des Pays-Bas ou d'Italie, avant tout à la cour de Castille à Madrid et dans la métropole commerciale catalane de Barcelone. C'est le royaume de Majorque qui s'ouvre particulièrement aux influences françaises et italiennes jusqu'au milieu du XIVe siècle.
Parmi les ouvrages remarquables de l’enluminure du XIIIe siècle, on compte les Cantigas de Santa María et le Libro de los juegos, dessinés et enluminés pour Alphonse X (de Castille).

### Scandinavie
L'enluminure n'a joué au sein de l’art scandinave qu'un rôle secondaire de niveau modeste. Le relativement faible nombre de couvents riches, d'écoles de renom, ainsi que de lettrés expliquent ce rôle marginal de l’art du livre. Du point de vue du style, il est influencé par l’art anglo-saxon et allemand, mais il garde plus longtemps des formes de langage démodées. C'est ainsi que l’enluminure du XIIIe siècle est essentiellement limitée à des initiales historiées archaïsantes de style roman. Ce n'est que vers 1300 que des formes gothiques s'imposent, sous l’influence des Anglais. Dans le même temps, bien des enluminures de l'Europe du Nord présentent tout au long du Moyen Âge des images populaires et provinciales. Parmi les codex scandinaves enluminés, les livres de droit sont les plus nombreux.

### Enluminure juive gothique

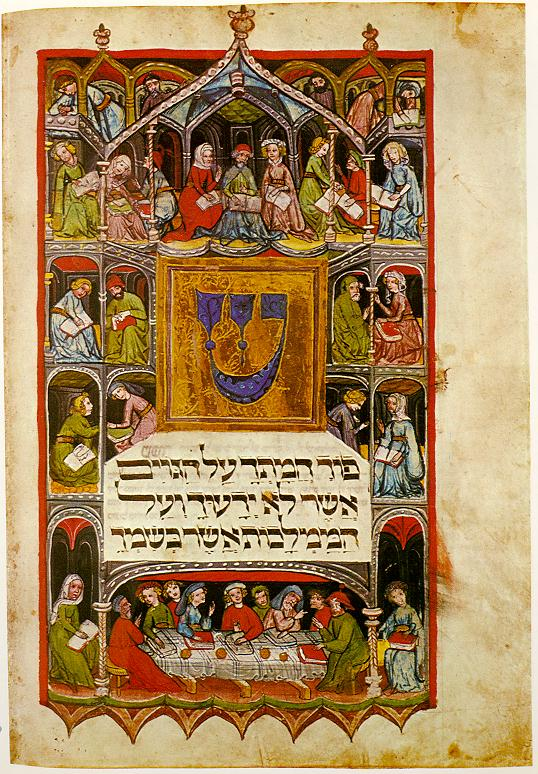
Enluminure de la Haggada, psaume 79, verset 6 (Allemagne, XIVe siècle)

L'enluminure juive de manuscrits hébreux présente un cas particulier de l’enluminure gothique. D'une part, elle s'inscrit dans le contexte particulier de l’art du pays et s'adapte au style régional contemporain, d'autre part elle montre des parentés issues de toute l’Europe et se détache par là des particularités locales.
Ce n’est qu'au XIIIe siècle que l’enluminure juive apparaît avec des représentations de personnages, alors que précédemment, elle se limitait à l'ornementation. Les bibles juives utilisées dans les synagogues ont essentiellement la forme de rouleaux, sans ornementation. Les livres religieux enluminés sont destinés à l'usage privé. Il s'agit en premier lieu de la Bible hébraïque, avec la Torah ou Pentateuque, les Prophètes et les Ketouvim. Les autres textes juifs enluminés sont la Haggada, le contrat de mariage Ketouba, ainsi que les écrits de Maïmonide et de Rachi.
L'art du livre des séfarades d'Espagne et des Juifs de Provence est fortement imprégné des systèmes décoratifs orientaux et atteint son sommet au XIVe siècle. Les enluminures en pleine page et la représentation en or des objets du culte dans le Temple sont très caractéristiques. Le lien entre le gothique européen et l’ornementation musulmane est typique des quelques bibles juives de la péninsule ibérique qui nous sont parvenues. Cela vaut, par exemple, pour la bible catalane Farchi (1366-1382), particulièrement splendide, appartenant à Elisha ben Abraham Crescas. Avec l’expulsion des Juifs de France en 1394, ainsi que d'Espagne en 1492 (où dès 1391, beaucoup de communautés juives avaient déjà été démantelées) puis du Portugal, l'épanouissement culturel de ces pays connaît une fin brutale.